# 林盛中
林盛中（1942年—2011年12月9日），男，台湾台北人，政治人物，曾任台湾民主自治同盟主席。

## 生平
1964年，国立台湾大学地质系毕业，后留美获美国布朗大学地质系博士学位，期间参加保钓运动。1972年，赴中华人民共和国，在中国地质科学院矿床地质研究所任职。1987年，当选台湾民主自治同盟主席。